# Jean Castilhon
Jean Castilhon, né le 11 septembre 1720 à Toulouse et mort le 6 janvier 1799 dans la même ville, est un journaliste et écrivain français.

## Biographie
Jean Castilhon est l’un des rédacteurs du Nécrologe des hommes célèbres de France, de 1761 à 1782, du Journal encyclopédique, de 1769 à 1793, du Journal de Trévoux, de 1774 à 1778, du Journal de jurisprudence de son frère Jean-Louis Castilhon, également littérateur, et le fondateur du Spectateur français, ou Journal des mœurs en 1776.
Jean Castilhon est élu mainteneur de l’Académie des Jeux floraux en 1751. Membre de l’Académie des Sciences Inscriptions et Belles-Lettres de Toulouse, il en devient le secrétaire perpétuel en 1784. En 1798, il fonde une société littéraire, Le Lycée de Toulouse, dont il est le premier président.

## Publications
- Amusements philosophiques et littéraires de deux amis (1754). Avec Lancelot Turpin de Crissé. Texte en ligne
- Histoire de Robert le Diable, duc de Normandie, et de Richard sans Peur, son fils (1769)
- Histoire de Fortunatus et de ses enfans (1770)
- Anecdotes chinoises, japonoises, siamoises, tonquinoises, etc., dans lesquelles on s’est attaché principalement aux mœurs, usages, coutumes et religions de ces différents peuples de l’Asie (1774)
- Histoire de Pierre de Provence et de la Belle Maguelonne (1770)
- Le Spectateur français, ou Journal des mœurs (1776)
- Histoire de Jean de Calais, sur de nouveaux mémoires (1776)
- Précis historique de la vie de Marie-Thérèse, archiduchesse d’Autriche, impératrice douairière, reine de Hongrie et de Bohême (1781)
- Les Quatre Fils d’Aymon. Histoire héroïque (1783)
- Histoire de Richard sans Peur, duc de Normandie, fils de Robert le Diable. Pour servir de suite à celle de son père (1783)

## Pour approfondir